# Valentina Gonchar
Valentina V. Gonchar  (en ruso Валентина Васильевна Гончар) es una destacada origamista rusa residente en Moscú. Se han difundido algunos de sus diagramas en los libros de convenciones de origami como el de la "Convención Barcelona 2005" de la AEP (Asociación española de Papiroflexia), y en el "Love Origami Convention Book" del 2008.

## Biografía
Valentina Gonchar, de profesión arquitecta, realiza modelos de papiroflexia desde su época de estudiante. La lectura de la versión rusa del libro "Polyhedron models" de Magnus Wenninger la inició en las matemáticas de los poliedros y la impulsó a desarrollar, tanto en sus creaciones como en sus libros, temas de origami poliédrico y modular.
Valentina ha publicado alrededor de veintinueve libros y artículos sobre origami desde 1994.[cita requerida]
Ha participado con sus modelos de papiroflexia en varias conferencias temáticas rusas e internacionales, festivales, y exposiciones, entre otros lugares, en San Petersburgo, Omsk, Moscú, Kiev, y Barcelona.

## Creaciones
Valentina Gonchar desarrolla sus trabajos en origami principalmente en la especialidad del origami poliédrico y modular. Pueden encontrarse los diagramas de varios de sus modelos en el sitio web del "Russian Origami Magazine".
En 1997, desarrolló un tipo de módulo de origami al que denominó Módulo Universal de Origami. Usando este módulo se pueden plegar todos los "Sólidos Platónicos" y los "Sólidos arquimedianos", juguetes originales, muñecos, y muchas otras figuras.
Su creación más conocida es la "Revealed flower", construcción dinámica realizada a partir de 90 módulos, diseñada en 1997 y publicada por primera vez en 1998 en el "Russian Origami Magazine" N° 13. Se han realizado varios videotutoriales sobre el plegado de dicho modelo.[cita requerida]
Valentina Gonchar ha dado clases de origami en escuelas de Moscú durante doce años.
Algunos de sus libros son: "Origami: Divertidos juguetes de papel" del año 2007, "Origami modular" del año 2009, "Los modelos de poliedros" del año 2010, todos en idioma ruso.